# 魔界村
『魔界村』（まかいむら、英題：Ghosts 'n Goblins）は、カプコンが1985年に稼働したアーケード用横スクロールアクションゲーム。
『ゲーメスト』読者による全アーケードゲームを対象とした人気投票（1991年）で第36位を獲得し、「カプコンの名を一躍知らしめた、高難度ゲーム」と評される本作は、後に各種ホビーパソコンや家庭用ゲーム機などに移植され、続編や関連作品が制作された（#評価、#移植版、#シリーズ作品）。

## システム
4方向レバーと2ボタン（ジャンプと攻撃）で主人公の騎士アーサーを操り、さらわれたプリンセスを助け出すのが目的。プリンセスを助けるためには魔界の魔物を蹴散らし、魔将軍が守る6つの門を抜けて、大魔王を倒さねばならない。
移動時は梯子を上り下りしたり、その場にしゃがむこともできる。ジャンプは飛距離および軌道が一定で、ジャンプ中および落下中の軌道修正は効かず、足場の先からジャンプせずにそのまま落ちた場合は常に垂直落下する仕様になっている。このため一般的なアクションゲームに比べてジャンプ動作がやや不自由だがジャンプ中に体の向きを変えることは可能。
ショットは武器により連射回数、弾速、軌道、特性が異なる。プログラムの特性上、公式には記載はないが、連射技というテクニックが存在し、少しずつ前進または後退しながら連射することで、通常の連射以上の連射が可能である。
主人公アーサーは鎧を身につけているが、敵と接触するか攻撃を喰らうと鎧が弾け飛んで裸状態になり、その状態でさらに攻撃を喰らうと白骨化して1ミスとなる。なお、鎧は一度の被弾で失われてしまうが、ステージをクリアするか、特定の場所に出現する鎧を入手することで再び鎧を着用することが可能となる。敵の攻撃以外でも、制限時間がなくなった場合や、足場のない地点に落下した場合もミスとなって残機を一つ失い、残機を全て失うとゲームオーバーになる。

## ステージ
各ステージは前半エリアと後半エリアに分かれており、各ステージ2分の制限時間は後半エリアに入るとリセットされ再カウントが始まる。ただし、終盤のステージ5・6は前半後半に分かれておらず、ミスをするとステージ冒頭からのやり直しとなる。
ステージは通常ステージ6面＋最終決戦ステージ1面の全7ステージ構成だが、最終ステージである7面に進むには特定の武器を装備した状態でステージ6をクリアする必要があり、条件を満たしていなかった場合はステージ5に戻されてやり直しとなる。さらに本作は最終ステージをクリアすると、より難易度が上昇したステージ1に戻るという2周セットのループゲームとなっている。このためゲームを一周しただけでは完全にゲームをクリアしたことにはならず、真のエンディングを見るには1周目クリアに続いて2周目も最後までクリアする必要がある。

## 武器
2つ表記があるものは、左が通常のもの、右がファミコン版取扱説明書に記載されているもの。
槍 / ヤリ
アーサーの初期装備。形状はランス。最大3連射が可能で、前方にまっすぐ飛ぶスタンダードな武器。
短剣 / 剣
槍と同じく前方に飛んでいく武器。最大3連射。小さいので若干目標に当てにくいが、槍を上回る弾速を持ち、段差のついたショットが可能。
たいまつ
緩やかな放物線を描いて飛ぶ。地面に落ちると爆発し、炎をあげる。最大2連射。
斧 / オノ
放物線を描いて飛び、敵を貫通する。最大2連射。
十字架
槍や短剣と同じくまっすぐ飛んでいく。射程が非常に短いが、敵の吐く弾（大魔王が吐く火の玉以外）を相殺できる唯一の武器。これを装備していないと、大魔王と戦うことはできない（ステージ6終了時点で十字架を持っていない場合はステージ5の始めに戻される）。最大2連射。
次回作以降と異なり、入手に特定条件の絡まないドロップアイテム扱いであり、アイテムのツボから出現する。1周目の比較的早い段階で入手することが可能だが、入手には運が絡む。
日本国外版では、宗教上の都合から盾に変更されている。

## アイテム
つぼ
なんらかの武器かアイテムが入っている壺。敵を倒すと落とす場合もあれば、条件を満たすと出現する特殊なものも存在する。
鎧
アーサーが身に着けている鎧。裸状態時に取得すると鎧を再装着して、耐久力が復活する。裸状態時に特定の地点で条件を満たすと出現する隠しアイテムで、入手できる機会は限られる。敵が落とす壺からは出現しない。
ボーナス得点アイテム
取得するとアイテムに応じた得点が加算される。マップに配置されているドル袋のほか、敵が落とす壺から出現する石兵、キングなど様々な種類がある。また、高得点の隠しアイテムである弥七（ヤシチ）や、アーケード版では姫の持ち物が得点アイテムとして出現する。
鍵
各ステージの最後に居るボスを倒すと出現するアイテム。取得することでステージクリアとなり、次のステージに進めるようになる。また、入手時に一定ポイント得点が加算され、裸状態だった場合は鎧が復活する。

## キャラクター

### 主人公側
ナイト アーサー
主人公。王国に仕える騎士。後の作品では28歳と設定されている。
プリンセス
王国の姫君でアーサーの恋人。サタンに連れ去られる。本作では16歳、『大魔界村』以降の作品では19歳と設定されている。
本作ではスリーサイズは明記されてないが、作品によってはスリーサイズが明記されているのもある。『大魔界村』でのスリーサイズは、B83・W50・H89。『超魔界村』（1991年）でのスリーサイズは、B88・W58・H90。
当初の名前は「ギネヴィナ」だが、『大魔界村』から『極魔界村』までの作品では「プリンプリン」と名称変更。

### 雑魚キャラクター
ゾンビ
ステージ1、3に登場する生ける屍。土の中から3体ずつ現れる。
グリーンモンスター
ステージ1、2に登場。蛇に似た怪植物。移動はせず、定期的な間隔でアーサーめがけて弾を吐いてくる。
レッドアリーマー
赤い色の中型悪魔。普段はじっとして動かないが、近付くか武器を当てると動き出し、猛スピードで空を飛び、体当たりと火の玉で攻撃する。空中にいることが多い。逃げてもどこまでもアーサーを追ってくる上、倒さずに放置しておくと白く光りさらにスピードアップする。ゲームの仕様上画面から消すと追ってこなくなる上、体当たりの軌道はパターン化している。この点に着目した攻略法がゲーム雑誌の記事になったことがある。
雑魚にもかかわらず、圧倒的な強さで序盤からプレイヤーを翻弄し続けたことでその印象も強く、後に彼を主人公にした外伝作品（後述）も出たほどである。
フライングナイト
ステージ1のみに登場する騎士の亡霊。不気味な音と共に上下ジグザグに空を飛んでくる。盾を装備しており、前からの攻撃は通用しない。
ウッディピッグ
ステージ1、3、5、6に登場。切り株を身にまとった豚の化身。突然現れ、左右に移動しながら上昇降下を繰り返し、時おりネギの形をした槍を横や下方向に投げつける。
ブルーキラー
ステージ2、4、5に登場する青い色の小型悪魔。急に現れて直線的だが、不規則な動きで迫る。さらにステージ5では弾も発射してくる（1発のみ）。
プチデビル
ステージ2、3に登場する薄い紫色の小型悪魔。家の窓や地面の下などの地形から、けたたましい音とともに飛び出してきて体当たりしてくる。また、やり過ごしたりすると反転してくることもある。
青カラス
ステージ1、2に登場の青いカラス。ステージ1では墓石の上でじっとしているが、アーサーを見つけると蛇行するように飛んで突っ込んでくる。ステージ2では大男のいるマンションでアーサーめがけて飛んでくるので、大男とのダブル攻撃を強いられる。
赤カラス
ステージ2のみにいる赤いカラス。武器が届かない高さの窓からアーサーめがけて急降下しながら飛んでくるが、動きは直線的なので青カラスよりも対処しやすい。
コウモリ
ステージ3、5に出る生物。しゃがんでいれば避けられる。
タワーモンスター
ステージ3のみに登場。2つの顔を持った岩形の怪物。白くなっているときはいっさい攻撃が通じない。顔を現すと弾を撃って来る。
スケルトン
ステージ5、6に登場する動く骸骨。普段は顔だけ地面に出ていて、アーサーが近づくと全身飛び出してピョンピョンはねてくる。
大男
ステージ2、5、6に登場。普段は左右にうろうろしているが、アーサーを見つけると突進してくる。また、アーサーの真上に来たり、壁や床の切れ目を挟んで真横に来ると鉄球を投げて攻撃してくる。耐久力が高く、10発攻撃しないと倒せない。鉄球はジャンプするか、アーサーがしゃがんだ状態で十字架を撃たないと防げない。
マジシャン
ステージ1、3に登場。鳥のような顔と翼を持つ魔術師。墓石や岩を武器で撃ち続けると出現する。マントを広げると同時にアーサーめがけて魔法を放ち、姿を消す。魔法を食らうとアーサーは一定時間蛙の姿にされてしまう。マントを開いた一瞬を攻撃すれば倒せる。彼は魔族とは違う特別な存在であるという。

### ボスキャラクター
一角獣
ステージ1、2のボス（ステージ2とアーケード版旧バージョン6面は2匹登場）。単眼一角の巨人。ステージ6では雑魚として登場する。歩きとジャンプを繰り返しながら、弾を撃ってくる。巨体の割りにスピードが速く、大ジャンプで回り込んでくることがある。10発の攻撃で倒せる。ファミコン版では十字架が効かなくなっている。
ドラゴン
ステージ3、4のボス。ステージ6では雑魚として登場する。空を飛びつつ、体当りと炎で攻撃する。胴体を攻撃すると縮んでいくが、頭に8発叩き込まないと倒せない。ファミコン版では槍ではダメージを与えられない。
サタン
ステージ5、6のボス（ステージ6は2匹登場）。赤い色の大型悪魔。空を飛びつつ、体当りと弾で攻撃。翼を開いて羽ばたいている時にしか攻撃が通用しない。6発の攻撃で倒せる。ファミコン版では槍と斧が効かない。
大魔王
最後のステージ7で一騎討ちする。左右に動きながら頭と腹の顔から火を吐く。腹の顔（ファミコン版では頭）に十字架を10発叩き込めば倒せる。当初の名前は「ゴンディアス」だったが、『大魔界村』以降の作品では「アスタロト」と名称変更された。

## 移植版
| No. | タイトル                                                                            | 発売日                                       | 対応機種                                          | 開発元         | 発売元        | メディア                                        | 型式                                  | 備考                           | 出典                               |
| --- | ----------------------------------------------------------------------------------- | -------------------------------------------- | ------------------------------------------------- | -------------- | ------------- | ----------------------------------------------- | ------------------------------------- | ------------------------------ | ---------------------------------- |
| 1   | 魔界村 Ghosts 'n Goblins                                                            | 1986年6月13日 1986年11月 1989年3月23日       | ファミリーコンピュータ                            | マイクロニクス | カプコン      | 1メガビットロムカセット                         | CAP-MK NES-GG-USA NES-GG-EUR          |                                |                                    |
| 2   | Ghosts 'n Goblins                                                                   | 1986年                                       | Amstrad CPC コモドール16 コモドール64 ZX Spectrum | Elite Systems  | Elite Systems | フロッピーディスク                              | -                                     | 北米ではコモドール64版のみ発売 |                                    |
| 3   | 魔界村                                                                              | 1987年7月                                    | PC-8801 FM-7                                      | アスキー       | アスキー      | フロッピーディスク                              | -                                     |                                |                                    |
| 4   | Ghosts 'n Goblins                                                                   | 1987年                                       | PC/AT互換機                                       | カプコン       | カプコンUSA   | フロッピーディスク                              |                                       |                                |                                    |
| 5   | Ghosts 'n Goblins                                                                   | 1990年                                       | Amiga Atari ST PC/AT互換機                        | Elite Systems  | Elite Systems | フロッピーディスク                              | -                                     |                                |                                    |
| 6   | カプコンジェネレーション 第2集 魔界と騎士 Capcom Generations 2 Chronicles of Arthur | 1998年9月23日 1999年9月3日                   | PlayStation セガサターン                          | カプコン       | カプコン      | CD-ROM                                          | PS: SLPS-01585 SLES-11881 SS:T-1233G  | セガサターン版は日本のみ発売   |                                    |
| 7   | 魔界村 for WonderSwan                                                               | 1999年7月22日                                | ワンダースワン                                    | カプコン       | バンダイ      | ロムカセット                                    | -                                     |                                |                                    |
| 8   | Ghosts'n Goblins                                                                    | 2000年1月 2001年8月24日                      | ゲームボーイカラー                                | カプコン       | カプコン      | ロムカセット                                    | DMG-AG9E-USA DMG-AG9P-EUR             |                                |                                    |
| 9   | ファミコンミニ18 魔界村                                                             | 2004年5月21日                                | ゲームボーイアドバンス                            | カプコン       | 任天堂        | ロムカセット                                    | AGB-FMKJ-JPN                          | ファミリーコンピュータ版の移植 | [ 14 ] [ 15 ]                      |
| 10  | 魔界村                                                                              | 2004年12月1日                                | BREW対応端末 （EZアプリ）                         | カプコン       | カプコン      | ダウンロード （クラブ☆カプコン）                | -                                     |                                | [ 16 ]                             |
| 11  | カプコン クラシックス コレクション                                                  | 2005年9月27日 2005年11月18日 2006年3月2日    | PlayStation 2 Xbox                                | カプコン       | カプコン      | DVD-ROM                                         | PS2: SLUS-21316 SLES-53661 SLPM-66317 | Xbox版は日本国外でのみ発売     |                                    |
| 12  | カプコン クラシックス コレクション Capcom Classics Collection Reloaded              | 2006年9月7日 2006年10月24日 2006年11月10日   | PlayStation Portable                              | カプコン       | カプコン      | UMD                                             | ULJM-05104 ULUS-10134 ULES-00377      |                                |                                    |
| 13  | 魔界村 Ghosts'n Goblins                                                             | 2007年11月20日 2007年12月10日 2008年10月31日 | Wii                                               | カプコン       | カプコン      | ダウンロード （バーチャルコンソール）           | FDGJ FDGE FBHE                        | ファミリーコンピュータ版の移植 | [ 17 ] [ 18 ] [ 18 ]               |
| 14  | 魔界村 Ghosts'n Goblins                                                             | 2010年11月16日 2011年1月7日 2011年1月10日    | Wii                                               | カプコン       | カプコン      | ダウンロード （バーチャルコンソールアーケード） | -                                     | アーケード版の移植             | [ 19 ] [ 20 ] [ 21 ]               |
| 15  | カプコンアーケード                                                                  | 2011年1月6日                                 | iPhone iPod touch (iOS)                           | カプコン       | カプコン      | ダウンロード                                    | -                                     | アーケード版の移植             | [ 22 ] [ 23 ] [ 24 ] [ 25 ]        |
| 16  | Ghosts'n Goblins 魔界村                                                             | 2012年10月25日 2013年1月3日 2013年2月13日    | ニンテンドー3DS                                   | カプコン       | カプコン      | ダウンロード （バーチャルコンソール）           | TA4E TA4P TA4J                        | ファミリーコンピュータ版の移植 | [ 26 ] [ 26 ] [ 27 ] [ 28 ] [ 29 ] |
| 17  | カプコンアーケードキャビネット                                                      | 2013年2月20日 2013年3月4日 2013年3月5日      | PlayStation 3 (PlayStation Network)               | カプコン       | カプコン      | ダウンロード                                    | NPJB-00210                            | アーケード版の移植             | [ 30 ] [ 31 ] [ 32 ] [ 33 ]        |
| 18  | 魔界村 Ghosts'n Goblins                                                             | 2013年5月30日 2013年7月3日                   | Wii U                                             | カプコン       | カプコン      | ダウンロード （バーチャルコンソール）           | FBHE FBHP FBHJ                        | ファミリーコンピュータ版の移植 | [ 34 ] [ 35 ] [ 36 ] [ 37 ] [ 38 ] |
| 19  | 魔界村                                                                              | 2016年11月10日 2016年11月11日                | ニンテンドークラシックミニ ファミリーコンピュータ | 任天堂         | 任天堂        | 内蔵ゲーム                                      | -                                     | ファミリーコンピュータ版の移植 |                                    |
| 20  | ファミリーコンピュータ Nintendo Switch Online                                       | 2018年9月19日                                | Nintendo Switch                                   | 任天堂         | 任天堂        | ダウンロード                                    | -                                     | ファミリーコンピュータ版の移植 |                                    |
| 21  | カプコンアーケードスタジアム Capcom Arcade Stadium                                  | INT 2021年2月18日                            | Nintendo Switch                                   |                | カプコン      | ダウンロード                                    | -                                     | アーケード版の移植             |                                    |
| 22  | カプコンアーケードスタジアム Capcom Arcade Stadium                                  | INT 2021年5月25日                            | PlayStation 4 Xbox One PC(Steam)                  |                | カプコン      | ダウンロード                                    | -                                     | アーケード版の移植             |                                    |

ファミリーコンピュータ版
- アーケード版と違いループゲームではなく、2周クリアのエンディング後はゲームオーバーとなる。ただし、2周クリアでタイトル画面に戻ったときにコンティニューのコマンドを使うと、2周目よりさらに難易度の高い状態でゲームが開始する。
- ボス敵に武器の耐性が施されている（一角獣は十字架、ドラゴンには槍、サタンには槍と斧が通用しない）。
- 後にファミコンミニシリーズ第2弾のひとつとして、ゲームボーイアドバンスで発売された。2007年11月20日からはWiiのバーチャルコンソール、2013年2月13日からはニンテンドー3DSのバーチャルコンソール、同年7月3日からはWii Uのバーチャルコンソールでも配信されているほか、2016年11月10日発売のニンテンドークラシックミニ ファミリーコンピュータに内蔵され、Nintendo Switch Online加入者向けのソフト『ファミリーコンピュータ Nintendo Switch Online』に収録されている。ファミリーコンピュータ Nintendo Switch Onlineでは2019年1月16日に『魔界村 大魔神まであと少しバージョン』という特別版も配信されている。
- ファミコン版の累計販売本数は164万本。

PC-8801、FM-7版
アスキーより発売されている。
ゲームボーイカラー版
日本国外でのみ発売されている。
PlayStation、セガサターン版
『カプコンジェネレーション第2集 〜魔界と騎士〜』に『大魔界村』、『超魔界村』とともに収録された。さらにPlayStation版は2005年3月30日に『カプコン レトロゲーム コレクション Vol.2』（攻略本とのセット）で再発売された。
PlayStation 2、PlayStation Portable版
PlayStation 2用ソフト『カプコン クラシックス コレクション』およびPlayStation Portable用ソフト『カプコン クラシックス コレクション』にも『魔界村』、『大魔界村』、『超魔界村』が収録されている（後者には『極魔界村』のPVも収録されている）。
Wii（バーチャルコンソールアーケード）版
アーケード後期版（改訂版）を再現したものになっている。
iPhone版
アプリ『カプコンアーケード』がバージョンアップに伴い、アーケード版の移植版が追加収録されている。
PlayStation 3、Xbox 360版
『カプコンアーケードキャビネット』の追加コンテンツ『1985-Iパック』の一つとして、アーケード版の『魔界村』が有料配信された。
Nintendo Switch版『カプコンアーケードスタジアム』
追加タイトルの30本パックを購入すると特典として付属。追加タイトルの中では唯一、発売当初から単独で購入も可能であった（その他は当初は10タイトルずつのセット販売、のちに1タイトルごとの販売も開始）。2021年2月18日の配信開始から同月25日までは、最新作『帰ってきた魔界村』のプロモーションとして無料での配信が行われていた。

## 開発
本作のゲーム・デザインを手がけた藤原得郎によると、本作は『戦場の狼』（1985年）と同時進行で開発が進められていたという。本作のホラーテイストに関しては、漫画や遊園地などに影響された部分が大きく、藤原は『デビルマン』（1972年 - 1973年）の影響が強いが、その他いろいろなものがミックスされているとも語っている。
藤原は『戦場の狼』よりも本作の開発の方が楽しかったと語っているが、開発後に相当な疲労が溜まるためすぐに続編を作る気にはならないとも語っている。
また、アーケード版に関してはロケテストを実施し、意図した場面でプレイヤーが苦戦していない事が分かると、すぐに会社に戻り修正を行っていたという。
最初に発売されたバージョンには、永久パターンを可能にするバグが存在したため、急遽これを修正した新バージョンが発売された。またその際に、ステージ6の一角獣の数が一つ減らされ、サタンの耐久力が弱くなっているなど難易度が若干下げられており、ドラゴンが倒さなくても消せてしまうなど、意図せず難易度を下げていたバグも修正されている。
その他、本作に登場する「レッドアリーマー」の名前は当時カプコンの社員でプログラムを担当していた有馬俊夫の名前から来ており、初めに絵が完成していたが、キャラクターが有馬に似ていたことからいつの間にか開発部内で「レッドアリーマー」と呼ばれるようになったという経緯がある。有馬は当時常に顔面を紅潮させて怒っていたことから、他のスタッフが当てつけにレッドアリーマーという、プレイヤーにとっていやらしいアルゴリズムを持つキャラクターを作ったとされる。

### スタッフ
アーケード版
- ゲーム・デザイン：藤原得郎
- リード・プログラム：有馬俊夫[1]
- 音楽、効果音：森安也子
- ハードウェア設計：牧洋資

ファミリーコンピュータ版
- 企画：HASSE（はせがわかずお）、FUJI（藤原得郎）
- 音楽：HAL（藤田晴美）、WOOD（森安也子）
- デザイン：BLACK（黒川雅彦）、HASSE（はせがわかずお）
- プログラム：KAZZO（八木一夫）
- パッケージイラスト：岡本正道

## 評価
| 項目 | キャラクタ | 音楽 | 操作性 | 熱中度 | お買得度 | オリジナリティ | 総合  |
| 得点 | 2.93       | 3.85 | 3.50   | 3.65   | 3.07     | 3.19           | 20.19 |

アーケード版
- ゲーメストムック『ザ・ベストゲーム』（1991年）において、『ゲーメスト』読者による全アーケードゲームを対象とした人気投票で第36位を獲得した。
- ゲーメストムック『ザ・ベストゲーム2』（1998年）では『名作・秀作・天才的タイトル』と認定された「ザ・ベストゲーム」に選定され、ゲームライターの石井ぜんじは本作を「カプコンの名を一躍知らしめた、高難度横スクロールジャンプアクションゲームである」と位置付け、1面からゾンビが襲撃してくる世界観が強烈であったとした上で、「パステル調のコミカルアクションを見慣れていたプレイヤーに、強烈なインパクトを与えた」と述べたほか、難易度が高くとも楽しめる要因を「世界観・目的意識がはっきりしていて、1歩1歩敵を突破していく感覚を選べるところにある」と指摘、また敵のアルゴリズムの完成度の高さを指摘し、「レッドアリーマーが、ヤリ・ナイフなどの攻撃をジャンプでかわすのは衝撃的であった」と称賛した。

ファミリーコンピュータ版
ゲーム誌『ファミリーコンピュータMagazine』の読者投票による「ゲーム通信簿」での評価は別記の通り20.19点（満30点）となっている。また、同雑誌1991年5月10日号特別付録の「ファミコンロムカセット オールカタログ」では、「魔界村の入り口であるステージ1は墓場で、すでにそこからこのゲームの雰囲気が感じられる。常に暗〜いイメージが漂っているのだ」と紹介されている。
2022年12月26日に発表された「ニコニコ動画アワード2022」では、本ゲームを扱ったゲーム実況動画がゲーム実況賞のルーキー賞を獲得している。

## シリーズ作品
シリーズ全世界累計販売本数は2022年12月31日時点で450万本。

### 続編
- 大魔界村（アーケード、メガドライブ、PCエンジンスーパーグラフィックス、X68000）
- 超魔界村（スーパーファミコン）
  - 超魔界村R（ゲームボーイアドバンス）
- 極魔界村（PlayStation Portable）
  - 極魔界村 改（PlayStation Portable）
- 魔界村騎士列伝（携帯アプリ、iPhone / iPod touch）
- 魔界村騎士列伝II（携帯アプリ、iPhone / iPod touch）
- 帰ってきた 魔界村（Nintendo Switch）

開発中止になった作品
- 魔界村3D（Ghosts‘n Goblins 3D、PlayStation） - 1994年にPlayStation用のゲームソフトとして開発企画されていた『魔界村』の3Dアクションゲーム[62]。当時、緒方剛志らが参加し2020年9月、元カプコンのアーティストが、PlayStationの『魔界村3D』のいくつか数枚のコンセプトアートをTwitterで公開していた（その後メッセージを削除している）。
- 魔界村64（Ghosts‘n Goblins 64、NINTENDO 64） - 1996年11月にNINTENDO64用のゲームソフトとしてカプコンがゲーム関係の報道関係者を招いた1997年の新作のラインアップの発表の中で開発されていた『魔界村』の3Dアクションゲーム。カプコンの新作ゲームのラインアップをチェックするために来日したイギリスのゲーム雑誌en:Edge (magazine)の記者がカプコンのスタジオで試遊されたゲームの中にまだ未完成版の初期バージョンの『魔界村64』があったと言う。その場にいたアメリカのen:Next Generation (magazine) の編集長ニール・ウエストによると、その未完成版の『魔界村64』をプレイしてみて、『スーパーマリオ64』によく似た『魔界村』で、非常に初期開発のもので、グラフィックは非常に粗雑なものだが、すでにアーサーがピカピカの鎧を着て走り回り、問題なく遊べたと語っている[63]。コナミの『ゴエモン64』がそうだった様に『マリオ64』にインスピレーションを受けているようだったと述べており、日本市場のNINTENDO64のパフォーマンスが比較的低調だったので、開発がキャンセルされたのかも知れないと述べている[62]。
- Ghouls & Ghosts Online - 2003年にGDCで発表されていた『大魔界村』の3Dタイプのオンラインゲーム[64]。

### 関連作品
レッドアリーマーシリーズ
- レッドアリーマー 魔界村外伝（ゲームボーイ） - 敵キャラクターである「レッドアリーマー」を主役にした作品。
- レッドアリーマーII（ファミリーコンピュータ）
- 魔界村外伝 THE DEMON DARKNESS（ゲームボーイ） - 『レッドアリーマーII』に追加要素を加えた移植版。
- デモンズブレイゾン 魔界村 紋章編（スーパーファミコン）

派生作品
- アーサーとアスタロトの謎魔界村（セガサターン、PlayStation）
- 魔界村 for WonderSwan（ワンダースワン） - 1999年7月22日にバンダイから発売。『魔界村』をベースにしているがストーリーが一新され『大魔界村』や『超魔界村』の武器や敵キャラクターが登場するほか、水中ステージや縦長ステージ、TIPSなど新しい要素が加わっている。
- EL-SPIRITS レトロシリーズ 魔界村（電子ゲーム） - 2005年11月27日にエポック社から発売。電子ゲームながらエンディングがあり、スコアを最上限にして魔王を倒すと真のエンディングとなる。
- マキシモ（PlayStation 2）
- 魔界英雄記マキシモ - シリーズ2作目。
- マキシモ3 - シリーズ3作目として開発されていたがキャンセルされた[65]。
- 撃魔界村（メダルゲーム）
- 小魔界村（携帯アプリ） - 読み方は「コマカイムラ」。アーサーが降ってくるドクロを避けながらドル袋を拾っていくミニゲーム。
- パズル魔界村、パズル魔界村リベンジ、パズル魔界村ファイナル（携帯アプリ） - ケータイカプコンよりダウンロードできたミニゲーム。
- Ghosts 'n Goblins Online（魔界村オンライン） - 韓国 CJ Internet の子会社 Seed9Games が開発したパソコン用のオンラインゲーム。3D化されたグラフィックスによる、MO型の横スクロールアクションゲームとなった。2008年に発表され、G-Star 2010、2011 にプレイアブル出展された。対応言語は英語、韓国語、中国語。韓国においては CJ E&M Netmarble が2013年から、中国においては盛大が2014年7月18日からサービスインされている。日本国内ではサービスは行われなかった[66][67]。

外部出演
- 魔界島 七つの島大冒険（ファミリーコンピュータ） - 1987年発売。アーサーや一部の敵キャラクターが登場。最終ボスがレッドアリーマー。元は『魔界村』の続編として『大魔界村』よりも前に『魔界島』というファミリーコンピュータオリジナルの続編が作られる予定だったが、諸般の事情で発売中止になった（当時の『ファミコン通信』の「森下万里子の謎のゲーム未確認情報」のコーナーに記載あり）。その後は、同時期にアーケードタイトルからの移植として開発されていた『ひげ丸』（1984年）と企画が統合され、ひげ丸ゲームシステムを組み込んだオリジナルゲームとなった。
- ブラックドラゴン（アーケード） - レッドアリーマーが登場する。
- アドベンチャークイズ カプコンワールド（アーケード、PCエンジン） - レッドアリーマーがクイズ出題者として登場する。
- カプコンクイズ ハテナ?の大冒険（ゲームボーイ） - シールダーとレッドアリーマーがクイズ出題者として登場する。
- MARVEL VS. CAPCOM CLASH OF SUPER HEROES（アーケード、ドリームキャスト、PlayStation） - スペシャルパートナーとしてアーサーが登場。アーサーの声優は高木渉。
- SNK VS. CAPCOM 激突カードファイターズシリーズ（ネオジオポケット）
- 頂上決戦 最強ファイターズ SNK VS. CAPCOM（ネオジオポケット） - 『魔界村』をモチーフとしたミニゲームがある。
- ガンスパイク（アーケード、ドリームキャスト） - プレイヤーキャラクターとして「キング・アーサー」が登場する。
- SNK VS. CAPCOM SVC CHAOS（アーケード、ネオジオ、PlayStation 2） - 一定の条件を満たすとレッドアリーマーが隠しボスとして出現。
- NAMCO x CAPCOM（PlayStation 2） - アーサーや一部の敵キャラクターが登場。アーサーの声優は立木文彦。
- WE LOVE GOLF!（Wii） - 一定の条件を満たすとカルロスのコスチュームとして登場する。
- タツノコ VS. CAPCOM（Wii） - 灰燼の蒼鬼のエンディングで蒼鬼一行が魔界村に来てしまい、アーサーとアスタロトが登場する。
- MARVEL VS. CAPCOM 3 Fate of Two Worlds（PS3、Xbox 360） - アーサーがプレイヤーキャラクターとして登場。日本語の声優は稲田徹。
- ULIMATE MARVEL VS. CAPCOM 3（PS3、Xbox 360） - アーサーに加え、レッドアリーマーもプレイヤーキャラクターとして登場。
- PROJECT X ZONE（ニンテンドー3DS） - アーサーや一部の敵キャラクターが登場。
- ストリートファイター×オールカプコン（スマートフォンアプリ） - 参戦タイトルに本シリーズがあり、アーサーやプリンセス、敵キャラクターが登場。
- オトレンジャー（スマートフォンアプリ） - スペシャルステージ「音魔界村」にアーサーや一部の敵キャラクターが登場。
- 百年戦記 ユーロ・ヒストリア - アーサーが英雄として登場。
- ストリートファイター バトルコンビネーション（スマートフォンアプリ） - アーサーとレッドアリーマーが登場。

オムニバス集
- カプコンジェネレーション・第2集 〜魔界と騎士〜（セガサターン、PlayStation）
- ファミコンミニ 第2弾 魔界村（ゲームボーイアドバンス）
- カプコン レトロゲーム コレクション Vol.2（PlayStation）
- カプコン クラシックス コレクション（PlayStation 2、PlayStation Portable）
- カプコンアーケード（iPhone）

## メディア作品

### 漫画
魔界村 必勝テクニック完ペキ版5
本作のコミカライズ作品。作者は沢田ユキオ。徳間書店のゲーム漫画雑誌『わんぱっくコミック』より発行。
魔界村（やまと虹一版）
『必勝テクニック完ペキ版』同様、『わんぱっくコミック』に掲載されたコミカライズ作品。内容としては、若きナイトが大魔王デストロイヤーにさらわれたプリンセスを救うために魔界村に挑む読み切り作品となっており、原作とは設定が一部異なる部分がある。2022年にカプコン監修の「わんぱっくコミック・リバイバル」シリーズの一つとして復刻された。

## コラボイベント
『魔界村』30周年を記念して、2015年8月22日から10月12日まで「浅草花やしき」において期間限定コラボイベント「花魔界村」が開催された。オリジナルポストカードとオリジナルクリアファイルがもらえる「プリンセス救出スタンプラリー」の他、限定コラボフードや限定コラボグッズの販売などが行われた。